# Downov sindrom
Downov sindrom je oblik sindroma koji se javlja kao posljedica anomalije kromosoma 21. U oko 95% slučajeva postoji cijeli dodatni kromosom 21 (trisomija 21) koji potječe gotovo uvijek od majke. Pokazatelji Downova sindroma su specifičan izgled lica i umna zaostalost, pojavljivanje šestog prsta (šestoprstost), općenito je donja usna malena pa jezik ne moze stati. Opisao ga je prvi put John Langdon Down 1866. godine i po njemu je dobio ime. Godine 1957. ustanovljeno je da je najčešći uzrok ovog sindroma trisomija. Dan Downova sindroma obilježava se 21. ožujka.
Kod ljudske populacije pojavljuje se kod 1:700 živorođenih. Utječe starost majke; tako da se kod žena od 25 godina ta vjerojatnost na 1:1,250 živorođenih; žena od 30 godina ta vjerojatnost na 1:1.000 živorođenih; žena od 35 godina ta vjerojatnost na 1:400 živorođenih;  žena od 40 godina ta vjerojatnost na 1:100 živorođenih;  žena od 45 godina ta vjerojatnost na 1:30 živorođenih.
U populaciji SAD od oko 320 milijuna ljudi ima, procjenjuje se, 400 tisuća osoba s Downovim sindrom. Uobičajene fizičke osobine tih osoba uključuju slabi mišićni tonus, niži rast i nešto viši položaj očiju na licu, te nešto drugačiji izgled dlana. Među osobama s Downovim sindromom je veća učestalost srčanih oboljenja, problema s disanjem i sluhom, veća je učestalost Alzheimerove bolesti, leukemije i problema s tiroidnom žlijezdom; s obzirom na to da se danas većina tih bolesti uspješno liječi, većina osoba s Downovim sindromom živi kvalitetno, te se očekivana životna dob za njih produžila (u SAD) 25 godina početkom 1980.- ih godina, na 60 godina danas. Sve osobe s Downovim sindromom pokazuju stanovitu usporenost u razmišljanju, ali je ona obično umjerena. Očekivani životni vijek osoba s Downovim sindromom (u SAD) je danas 60 godina.
U suvremenom porodništvu sustavno se provode testovi probira koji mogu ukazati na vjerojatnost da će dijete imati Downov sindrom. Najrašireniji test probira na fetalne abnormalnosti je test trostrukog probira ili triple test čija je osjetljivost oko 70% s 5% lažnih pozitivnih rezultata. Pouzdanost testova probira na Downov sindrom s vremenom raste, pa su danas dostupni novi neinvazivni testovi probira, tzv. nestanični testovi fetalne DNK (Cell-free fetal DNA testing) koje je moguće učiniti već od 9. tjedna trudnoće, za razliku od triple testa koji se izvodi između 15. i 18. tjedna trudnoće. Proizvođači najnovijih NPT (Non Invasive Prenatal Testing) metoda iznose podatak da novi nestanični DNK testovi imaju osjetljivost veću od 99%, ali neki znanstvenici tvrde da je stvarna osjetljivost niža. Stephanie Morain i dr. u znanstvenom članku iz 2013. godine, pregledom podataka koje prezentiraju same farmaceutske kompanije, nalaze da je ta brojka producirana greškama u metodologiji prezentiranja podataka, te utvrđuju da bi osjetljivost trebalo iskazati sa 62,59%. U slučaju da je bilo koji od testova probira pozitivan, trudnica se upućuje na izvršenje dijagnostičkih testova kao amniocenteze ili biosije koronskih resica koje sa sigurnošću postavljaju dijagnozu Downovog sindroma. Kod pozitivne dijagnoze za Downov sindrom i informiranja trudnice o zdravstvenoj situaciji djeteta kao i postupka prekida trudnoće, trudnica ima pravo na obaviješteni izbor: može odlučiti da li da zadrži dijete ili se podvrći kirurškom prekidu trudnoće.
Toj se praksi protivi jedan krug socijalnih aktivista, ali i jedan broj znanstvenika, koji smatraju da je to očiti primjer eugenike. U zakonodavstvu Sjeverne Dakote (SAD) je u North Dacota Century Code uvrštena zabrana pobačaja koji bi bio isključivo motiviran sumnjom na genetsku abnormalnost ploda - uključujući izrijekom i Downov sindrom.
Francuski državnik Charles de Gaulle pozitivni je primjer roditelja, koji je jako dobro skrbio o svojoj kćeri Anne, koja je imala Downov sindrom i to u vrijeme, kada su djeca s Downovim sindromom uglavnom bila podređena.